# Wszystko dla Łotwy!
Wszystko dla Łotwy! (łot. Visu Latvijai!, VL) – łotewska partia polityczna istniejąca w latach 2006–2011.

## Historia
Ugrupowanie zostało powołane do życia w 2000 przez młodych narodowców rozczarowanych polityką ugrupowania Dla Ojczyzny i Wolności/Łotewski Narodowy Ruch Niepodległości. Po nieudanych próbach nawiązania współpracy z TB/LNNK stowarzyszenie przekształciło się w styczniu 2006 w partię polityczną o tej samej nazwie.
Kilkakrotnie startowało w wyborach: do Sejmu w 2006, uzyskując 1,48% głosów, do Parlamentu Europejskiego w 2009, otrzymując 2,81% głosów oraz do samorządów, uzyskując przedstawicieli w mniejszych ośrodkach (m.in. w radach gmin Aloja, Jēkabpils i Ogre) – samodzielnie lub w koalicji z ugrupowaniami centroprawicy. W Sejmie IX kadencji z VL związał się Visvaldis Lācis – deputowany wybrany z listy ZZS.
W wyborach do Sejmu X kadencji partia wystawiła wspólną listę z TB/LNNK i uzyskała 6 mandatów z ośmiu, które przypadły tej koalicji. 23 lipca 2011 nastąpiło zjednoczenie z TB/LNNK w formację pod nazwą Zjednoczenie Narodowe „Wszystko dla Łotwy!” – TB/LNNK.
Na czele ugrupowania stało dwóch współprzewodniczących: Imants Parādnieks i Raivis Dzintars.